# Hemerocampa falcata
Hemerocampa falcata är en fjärilsart som beskrevs av William Schaus 1896. Hemerocampa falcata ingår i släktet Hemerocampa och familjen tofsspinnare. Inga underarter finns listade i Catalogue of Life.